# جورج إيكستاين
جورج إيكستاين (بالإنجليزية: George Eckstein)‏ هو كاتب سيناريو أمريكي، ولد في 3 مايو 1928 في لوس أنجلوس في الولايات المتحدة، وتوفي في 12 سبتمبر 2009 في برينتووود في الولايات المتحدة بسبب سرطان الرئة.

## وصلات خارجية
- جورج إيكستاين على موقع IMDb (الإنجليزية)
- جورج إيكستاين على موقع قاعدة بيانات برودواي على الإنترنت (الإنجليزية)
- جورج إيكستاين على موقع قاعدة بيانات الفيلم (الإنجليزية)